# Djo Kazadi Ngeleka
Djo Kazadi Ngeleka, né 31 octobre 1986 à Likasi, est comédien, metteur en scène, auteur et humoriste congolais, également coordonnateur de la compagnie la Seringu'arts de Lubumbashi.

## Biographie
Il est né à Likasi, Djo Ngeleka vit et  travaille à Lumbumbashi Son génie et son mérite, c’est avant tout d’avoir évolué depuis plusieurs années sans repère et sans influence artistique, car il est arrivé au Théâtre au moment où tout le monde abandonnait la scène à Lubumbashi. Voilà que depuis 2010, il s’est lancé à la quête d’un théâtre novateur qui rompt avec l’esthétique de la complaisance liée au besoin de survie.

## Carrière
Depuis le début de sa carrière professionnelle en 2010, il a incarné plusieurs personnages et a à son actif une dizaine de mises en scènes. En tant qu’auteur il a écrit deux pièces de théâtre : Paris sera pris et M’appelle Wantanshi. Lauréat Visa pour la création 2018, Il s’est forgé en travaillant avec des metteurs en scène comme Isabelle Pousseur, Catherine Boskowitz, Frederic Fishback, Hassane Kassi Kouyaté, Aristide Tarnagda, Israël Tshipamba… Il participe et porte des projets en RDC, en Afrique et en Europe (Belgique, France).

## Mise en scènes
Parmi ses nombreuses mises en scène, on note particulièrement : 
- Combat de nègres et des chiens, de Bernard Marie Koltès[3], joué à l'institut français de Lubumbashi et de Kinshasa
- Oh les beaux jours de Samuel Becket[4], joué à l'institut français de Lubumbashi
- J'appartiens au vent qui souffle de Jean-Marie Pm[5], joué à Bruxelles